# Lipo (rapper)
Lipo (vlastním jménem Jonáš Červinka, * 11. dubna 1986, Liberec) je český rapper a básník. Poprvé se výrazněji prosadil v rámci projektu Básníci před mikrofonem (BPM), v roce 2012 vydal své sólové debutové album Víc než hudba, o dva roky později pak druhou desku O duši.

## BPM a MSC
Projekt Básníci před mikrofonem založil Lipo spolu s Pauliem Garandem jako do té doby nepoznanou odnož českého rapu, která vycházela především z poezie.
Debutová deska BPM nazvaná Slova vychází v roce 2007 a obsahuje i první výraznější hit – Madam poezie, a také další videoklipy jako David, Jeden z mnoha nebo Ostrovy sutin. O rok později v roce 2008 album Slova zremixoval KennyRough, který se stává novým členem BPM. Druhou desku nachystali BPM na rok 2009 a pojmenovali ji Horizonty. Pilotní singl Chill se stává velkým rádiovým hitem, a boduje v nejrůznějších hitparádách. Na YouTube se klip Chill stává prvním videem BPM, které překročilo hranici milionu views. Dobře si vede i druhý singl – Horizonty. Za album Horizonty byli BPM oceněni cenou Anděl 2009 v kategorii Hip hop and r n b a získali také 2 nominace na Hudební ceny Óčka 2009. Bohužel v kategorii Objev roku ani Hip Hop and r n b BPM nezvítězili, ale alespoň potěšili fanoušky vystoupením na slavnostním předávání.

## Sólo kariéra
Nová etapa Lipovy kariéry přichází na podzim 2010, když vydává politicky angažovaný song Pozdravy z Liberce, kterému se dostává i podpory některých médií.
Na jaře 2011 oznamuje Lipo práci na své sólové debutové desce, ze které v červenci 2011 vydává první ochutnávku – singl s videoklipem Otroci svobody, který je následován dalšími songy z chystaného debutu – Víc než hudba?, Naposled (feat Beef) a v lednu 2012 pozdější megahit Ležím v tvé blízkosti (feat Debbi). Právě posledně jmenovaným singlem se Lipo výrazně zapisuje do povědomí veřejnosti jako sólový umělec, na YouTube má videoklip několik milionů zhlédnutí, singl rotuje rádii i hudebními televizemi, a boduje v nejrůznějších hitparádách – jako první český rapper dostal Lipo svůj song až na samotný vrchol české rádiové hitparády IFPI, kde se umístil na 1. místě v hitparádě Top 50 nejhranějších cz/sk skladeb. MF Dnes zařadila Lipa v lednové prognóze mezi umělce, od kterých očekává, že se v roce 2012 zapíší výrazným způsobem na českou hudební scénu. Tyto ambice Lipo naplňuje svým sólovým debutem Víc než hudba, který vychází 6. dubna 2012 pod EMI. Album se ihned po vydání vyšvihlo na 3.příčku prodejního žebříčku IFPI, čímž se zařadilo mezi prodejně nejúspěšnější české rapové desky historie.
Lipo navíc neusíná na vavřínech a jako čtvrtý videoklip z alba představuje video k songu V temnotě.
Za hit Ležím v tvé blízkosti byl Lipo nominován na Hudební Ceny Óčka 2012 v kategorii videoklip roku a obdržel také 2 nominace na Hudební Ceny Evropy 2.
Na rok 2013 přichystal Lipo spolupráci s talentovanou začínající zpěvačkou Kateřinou Marií Tichou, kterou nazval Do města přišla zima. Singl byl okamžitě nasazen do vysílání českých rádií, a záhy na to napodobil úspěch předchozího hitu Ležím v tvé blízkosti, když se dostal až na vrchol české rádiové hitparády IFPI a stal se druhým Lipovým "number one" hitem v domácím žebříčku.
Zároveň začíná Lipo během roku 2013 pracovat na své druhé řadové desce.
Ta vyšla pod názvem O duši v květnu 2014. Obsahovala úspěšné singly Město, co spí, Kruhy, Všechno má svůj čas nebo bonusový song Pořád jen to svoje, jenž výrazně zabodoval na internetu. Album debutovalo na čtvrté příčce české prodejní hitparády.

## Občanská angažovanost
Že umí vyjádřit svůj názor na situaci ve společnosti, už Lipo ukázal mnohokrát. Koho zajímá jeho angažovaná tvorba, může si kromě výše zmíněných Pozdravů z Liberce pustit také song Rétorika moci nebo protirasisticky a protixenofobně zaměřenou skladbu Trvalo tři generace (feat Bonus, Kato). V prosinci 2012 Lipo otevřeně podpořil kandidaturu Jiřího Dienstbiera na post prezidenta ČR ve volbách 2013, když natočil spot s názvem Chci změnu.

## Režie videoklipů
Kromě vlastní tvorby se Lipo věnuje i režii videoklipů. Mimo vlastních klipů točil například video k hitu Navěky Tomáše Kluse a Anety Langerové, dále Levnou instituci a Kávu a sex Marka Ztraceného, Baby Mira Šmajdy, nebo Možná se mi zdáš, La La a By My Side od Debbi. Právě za režii klipu La La byl Lipo nominován i na cenu Český slavík Mattoni 2011 v kategorii videoklip roku, výhru si však nakonec připsali Charlie Straight. Jeho nejvýraznější režijní činnost se vztahuje k projektu organizaci IFPI, Buď toho součástí! Podporuj muziku, pro nějž natočil začátkem roku 2014 zhruba půlhodinový hudební dokument týkající se problematiky autorských práv.

## Diskografie
- BPM – Slova (2007)
- BPM – Horizonty (2009)
- Lipo – Víc než hudba (2012)
- Lipo – O duši (2014)
- Lipo – Lyrika (2018)
- Lipo – Příběhy (2022)